# Królikarnia
Królikarnia – klasycystyczny pałac znajdujący się przy ul. Puławskiej 113a w Warszawie, na skarpie wiślanej. Siedziba Muzeum Rzeźby im. Xawerego Dunikowskiego.

## Historia

### Okres panowania Augusta II i Augusta III
Współcześnie kojarzona nazwa nieruchomości wywodzi się z czasów saskich, kiedy to znajdował się tam zwierzyniec, w którym hodowano króliki dla dworu Augusta II. Dokładniej wywodzi się ona od nazwy topograficznej cypla Skarpy Warszawskiej określanego wówczas jako „Kaninchenberg” (lub „Caningenberg”) co w dosłownym tłumaczeniu na język polski oznacza „Królicza Góra”. Na przestrzeni lat 1731–1732 na szczycie Króliczej Góry w centralnej części dawnej hodowli królików wybudowany został królewski pawilon Augusta II według projektu Carla Friedricha Pöppelmanna. Pawilon Augusta II. oraz całość kwatery królewskiej na szczycie Króliczej Góry wraz z przebiegiem manewrów wojskowych został udokumentowany w rękopiśmiennym albumie pt. Plans des differents exercices et mouvements militaires executez par les trouppes de S. M. le Roy de Pologne et Electeur de Saxe au campement de Warsovie du mois Aout 1732 autorstwa Joachima Daniela Jaucha oraz Christiana Wilhelma Pfund.
Reprezentacyjny, niepodpiwniczony, dwukondygnacyjny pawilon pełniący funkcję wystawnej loży obserwacyjnej był głównym punktem oprawy architektonicznej tzw. Wielkiego Kampamentu organizowanego przez Augusta II latem 1732 roku na błoniach Czerniakowa i północnego przedpola rezydencji w Wilanowie. Pawilon królewski Augsta II był prawdopodobnie konstrukcji szachulcowej podobnie jak poprzedzające go od strony zachodniej dwa parterowe pawilony dla dam dworu.
Na rezydencję polową Augusta II na szczycie tzw. Króliczej Góry pod Warszawą składały się także boczne, murowane pawilony łowczych królewskich zaadaptowane na czas Kampamentu na kwatery Jana Klemensa Branickiego (pawilon południowy) oraz Heinricha von Brühl (pawilon północny). Całość rezydencji polowej utrzymana była w duchu tzw. Pavillonensamble, którego przestrzeń tworzyły symetrycznie rozmieszczone pawilony, a w tym wypadku także 40 barwnych namiotów tureckich ustawionych w szeregu wzdłuż południowej, zachodniej i północnej granicy kwatery. W strefie wejściowej na teren kwatery królewskiej znajdowały się także symetrycznie rozmieszczone drewniane pawilony polowej kuchni oraz piekarni z winiarnią.
Przed pawilonem Augusta II, tj. od strony zachodniej, na osi kompozycji przestrzennej całego założenia zaaranżowany został niewielki ogród kwaterowy. Na przedogród założony na planie trapezu o powierzchni ok. 1700 m. kw. składały się cztery partery gazonowe. Ich prosty ornament uzupełniały pasma wysypane kontrastowym miałem lub tłuczniem ceramicznym. Partery gazonowe na Króliczej Górze były miejscem ekspozycji 36 drzewek pomarańczowych dostarczonych z pobliskiego pałacu w Wilanowie oraz Ogrodu Saskiego za sprawą ówczesnego ogrodnika królewskiego, Joachima Heinricha Schultze. Pierwotnie drzewka pomarańczowe przeznaczone do dekoracji otoczenia pawilonu miały być specjalnie zamówione na ten cel. Ostatecznie jednak wykorzystano kolekcje przechowywaną w oranżerii przy pałacu w Wilanowie oraz w Ogrodzie Saskim.
Ogród otoczony był niewysokim formowanym żywopłotem podkreślonym palisadą podkrzesanych drzew o wysokości ok. 400–450 cm. Od strony wschodniej na zboczu wysokiego brzegu Wisły ukształtowano tarasy ziemne pełniące funkcję trybun dla najwyższych rangą gości oglądających manewry wojskowe. Na tarasach eksponowano także drzewka pomarańczowe w pojemnikach w ilości 16 sztuk. Dalej w kierunku zachodnim opadające zbocze zostało ujęte w darniowane rampy ziemne prowadzące wprost do baterii artyleryjskiej złożonej z 19 dział. U podnóża ukształtowanego zbocza skarpy skierowanego w stronę Wisły znajdowało się także ocembrowane ujęcie wody bijącej z wnętrza skarpy.
Elementem uzupełniającym dekoracyjność zarówno tarasów ziemnych, jak również przedogrodu i całej kwatery były szklane lampiony zatknięte na drewnianych słupach malowanych w biało-niebieskie ukośne pasy. Na ten sam kolor i w ten sam sposób malowane były także balustrady umieszczone na tarasach.
Rezydencja polowa Augusta II. na szczycie Króliczej Góry mająca ok. 260 na 310 metrów nie istniała w swojej wystawnej postaci zbyt długo. Już ok. 1735 roku z jej obszaru zniknął ogród, pawilony dam dworu oraz sam pawilon królewski. Dekonstrukcję obszaru i składowych dawnej rezydencji polowej Augusta II. przyspieszyła także dzierżawa terenu Karmelitom przez Augusta III z 1736 roku. Dawny pawilon królewski z Króliczej Góry uświetnił tymczasowo plenerowe fety organizowane w 1735 roku przez Augusta III w Ogrodzie Saskim podczas których nazwany został „Nowym Salonem”.
Ostatnie z podupadłych pod koniec XVIII wieku zabudowań (boczny pawilon łowczego) rezydencji polowej Augusta Mocnego uwiecznił na swojej akwareli, Zygmunt Vogel.
Współcześnie jedynymi czytelnymi śladami dawnej rezydencji polowej Augusta II. jest ukształtowanie fragmentu wschodniego zbocza tzw. Króliczej Góry. Istniejący taras pałacowy z grotą ujęty jest z dwóch stron reliktami ramp ziemnych z 1732 roku. Dodatkowo zidentyfikować można także naturalne podejście na szczyt Króliczej Góry od strony południowej, jak również deformacje terenu w miejscach lokalizacji piwnicy i lodowni.
Dzięki działaniom konserwatorskim prowadzonym na przestrzeni lat 2015–2021 w Muzeum Pałacu Króla Jana III w Wilanowie odtworzone zostały dębowe pojemniki malowane w biało-zielone ukośne pasy będące reliktem oprawy uświetniającej wielkie manewry wojskowe 1732 roku pod Warszawą.

### Okres panowania Stanisława Augusta Poniatowskiego
Pierwotnie na terenie Królikarni znajdowały się browar, cegielnia, karczma, młyn i stodoła, a także położony na zboczu wąwozu budynek kuchni, dla którego inspiracją był rzymski grobowiec Cecylii Metelli.
Obiekt powstał na zamówienie hrabiego Carla Alessandra Tomatisa (ok. 1739-1797), bogatego włoskiego spekulanta i przedsiębiorcy, pozostającego bliskich kontaktach z królem Stanisławem Augustem, męża królewskiej faworyty, włoskiej tancerki Cateriny Filipazzi, zw. Gattai. Został zaprojektowany przez architekta Dominika Merliniego, który wzorował się na renesansowej rezydencji Villa Rotonda koło Vicenzy, autorstwa Andrei Palladio. Budowę prowadzono w latach 1782–1786.
W 1794, podczas insurekcji kościuszkowskiej w pałacu rezydował Tadeusz Kościuszko. Z rąk spadkobierców pierwotnego właściciela pałac przeszedł w 1816 w ręce Radziwiłłów, a w 1849 zakupił go Ksawery Pusłowski. W 1879 częściowo naruszony w wyniku pożaru. Jego rekonstrukcję wykonał Józef Huss. Wandalin Pusłowski podarował Towarzystwu Opieki nad Nieuleczalnie Chorymi fragment gruntu z parkiem. Po śmierci Wandalina w 1884 Królikarnia na kilka lat przeszła w ręce Aleksandra Druckiego-Lubeckiego, w 1889 córka Wandalina Marta Krasińska odkupiła zespół pałacowo-parkowy. Krasińska organizowała tam przyjęcia charytatywne, pozwalała też pensjonariuszom zakładu dla nieuleczalnie chorych spacerować po parku.
1 kwietnia 1916 włączony do Warszawy jako część zniesionej gminy Mokotów.

### Okres II wojny światowej i odbudowy
Pałac został zniszczony ponownie podczas obrony Warszawy we wrześniu 1939. Został zdobyty przez wojska niemieckie 25 września. W 1944 na terenie ogrodu powstańcy warszawscy prowadzili z Niemcami walki, w trakcie których spłonęła kuchnia, zniszczony został taras z grotą i drzewostan.
Nieruchomość została przejęta przez miasto w 1945 na podstawie dekretu Bieruta. Pałac odbudowano w 1964 ze środków SFOS i Wojska Polskiego. Projekt odbudowy wykonał Jan Bieńkowski, a parku Longin Majdecki. Z wnętrz pałacowych pierwotny charakter przywrócono tylko Sali Okrągłej. Po zakończeniu odbudowy w pałacu zlokalizowano Muzeum Rzeźby im. Xawerego Dunikowskiego, które zostało otwarte 26 stycznia 1965. Odbywają się w nim czasowe wystawy prezentujące polskich i zagranicznych artystów współczesnych w pokazach indywidualnych i zbiorowych. Wokół Królikarni rozciąga się park o tej samej nazwie. W otoczeniu drzew i krzewów znajduje się Park Rzeźby, w którym prezentowane są wybrane prace z bogatej kolekcji Muzeum Narodowego w Warszawie.
W 1965 roku zespół pałacowy Królikarnia został wpisany do rejestru zabytków
Od 2008 o zwrot nieruchomości starają się spadkobiercy rodziny Krasińskich. Uzyskali oni potwierdzenie, że przejęcie pałacu odbyło się z naruszeniem prawa, jednak nie odzyskali prawa własności gruntu. W 2013 wystąpili oni do sądu o eksmisję Muzeum Narodowego z budynków Królikarni i przekazanie pałacu w ich ręce. W 2018 Sąd Okręgowy w Warszawie na podstawie art. 5 Kodeksu cywilnego orzekł, że byłoby to sprzeczne z zasadami współżycia społecznego. W 2019 ten wyrok został jednak uchylony przez warszawski Sąd Apelacyjny i sprawa została przekazana do Sądu Okręgowego do ponownego rozpatrzenia. W ocenie Sądu Apelacyjnego nie rozstrzygnął on bowiem, czy Krasińskim w ogóle przysługuje roszczenie procesowe o wydanie nieruchomości.